# Johan Bergmark (fotograf)
Johan Bergmark, född 27 maj 1969 i Stockholm, är en svensk fotograf. 
Bergmark utsågs till Nordens bästa rockfotograf 1993 och 1994. Han har mottagit flera priser och stipendier och är huvudsakligen verksam med porträtt inom musik och film. Han arbetar även med längre reportage och har ofta utställningar både i Sverige och utomlands. Bergmark driver även Galleri RALF tillsammans med kollegan Ulf Berglund. 